# Oberlandesgericht Posen
Das Oberlandesgericht Posen war ein Oberlandesgericht im deutschen Kaiserreich und im Zweiten Weltkrieg.

## Geschichte

### Vorgeschichte
Von 1849 bis 1879 bestanden in Preußen Appellationsgerichte als Gerichte zweiter Instanz, darunter das Appellationsgericht Posen für den Regierungsbezirk Posen, dem 17 Kreisgerichte nachgeordnet waren.

### 1879–1919
Das Oberlandesgericht Posen wurde am 1. Oktober 1879 wurde auf Grund der Reichsjustizgesetze errichtet. Das Oberlandesgericht Posen wurde nach dem preußischen Gesetz, betreffend die Errichtung der Oberlandesgerichte und der Landgerichte vom 4. März 1878 als eines von 13 Oberlandesgerichten in Preußen gebildet. Der Sitz des Gerichts war Posen. Der Oberlandesgerichtsbezirk Posen umfasste 1879 den Regierungsbezirk Posen und den westpreußischen Kreis Deutsch-Krone mit einer Fläche von insgesamt rund 31.120 km2 und einer Einwohnerzahl im Jahr 1895 von 1.894.999. Er bestand aus sieben Landgerichten mit 61 Amtsgerichten. Dies waren die Landgerichte Bromberg, Gnesen, Lissa, Meseritz, Ostrowo, Posen und Schneidemühl.
Der größte Teil des Oberlandesgerichtsbezirks kam 1919 gemäß dem Versailler Friedensvertrag an Polen. Das Oberlandesgericht wurde aufgelöst. Die dem Deutschen Reich verbliebenen Landgerichte Meseritz und Schneidemühl wurden dem Oberlandesgericht Marienwerder zugeschlagen.

### 1939–1945

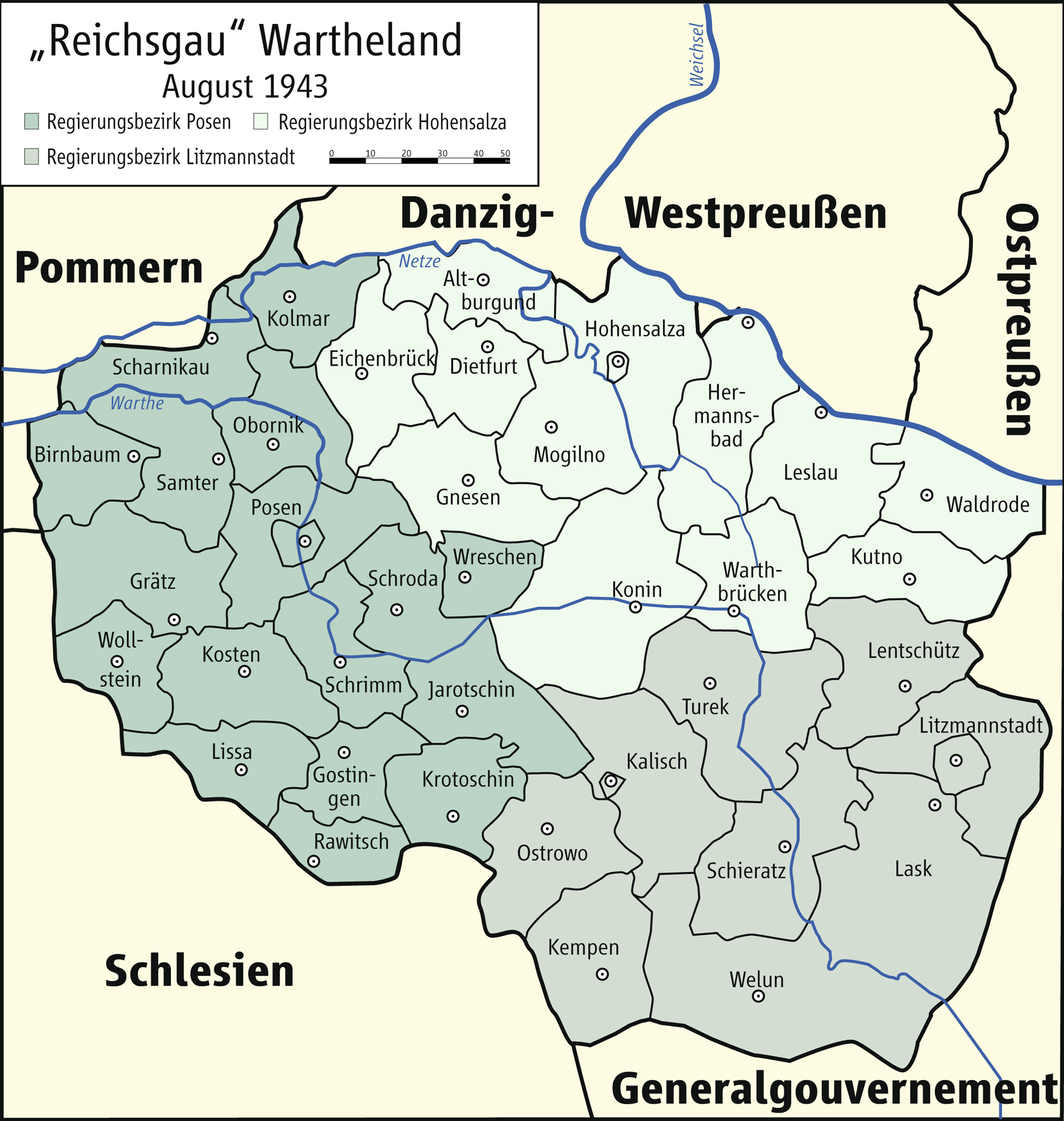
Oberlandesgericht Posen/Reichsgau Wartheland (August 1943)

Nach dem Überfall auf Polen 1939 wurde das Oberlandesgericht wiedererrichtet und ein Erbgesundheitsobergericht angegliedert. Zu seinem Sprengel gehörten nun die Landgerichte Gnesen, Hohensalza, Kalisch, Leslau, Lissa, Litzmannstadt, Ostrowo und Posen.
Eine besondere Rolle in der Rechtspflege spielten die Sondergerichte Hohensalza, Kalisch, Leslau, Litzmannstadt und Posen im Bezirk. Der Oberlandesgerichtsbezirk Posen war deckungsgleich mit dem Reichsgau Wartheland. Unter Gauleiter Arthur Greiser war der Warthegau der „Exerzierplatz des Nationalsozialismus“. Der „Mustergau“ war von Anfang an konzipiert als „judenrein“ und „polenfrei“. Die im Reichsgau erstmals eingeführte sogenannte „Deutschen Volksliste“ vom 28. Oktober 1939 bestimmte, wer Deutscher war. Mittels restriktiver Handhabung der Kriterien im Warthegau wurde damit 93 % der Bevölkerung ausgegrenzt. Nichtdeutsche wurden deportiert und bei Sondergerichtsprozessen gab es „eine extensive Anwendung des Strafrechts zuungunsten der ‚Fremdvölkischen‘“.

„Verordnung des Reichsstatthalters von Posen über die Errichtung einer deutschen Volksliste“ vom 28. Oktober 1939

Die PolenstrafVO knüpfte an die Einteilung der „Volksliste“ an und war „ein drakonisches Sonderstrafrecht für Polen und Juden [...], das sehr weite Tatbestände formuliert und überall die Todesstrafe zulässt“. So war die Todesstrafe „im Reichsgau Wartheland (...) die am häufigsten erkannte Strafe gewesen“. Die Gerichte waren Instrumente antipolnischen Terrors und die PolenstrafVO gilt daher als ein herausragendes Beispiel für die „Entfesselung nationalsozialistischer Brutalität“. Der Oberstaatsanwalt in Leslau Alfons Bengsch (1904–1981) leitete Hinrichtungen persönlich in Reitstiefeln und Peitsche. Unrechtsurteile werden nach dem NS-AufhG aufgehoben.
Das Oberlandesgericht bestand bis Januar 1945.

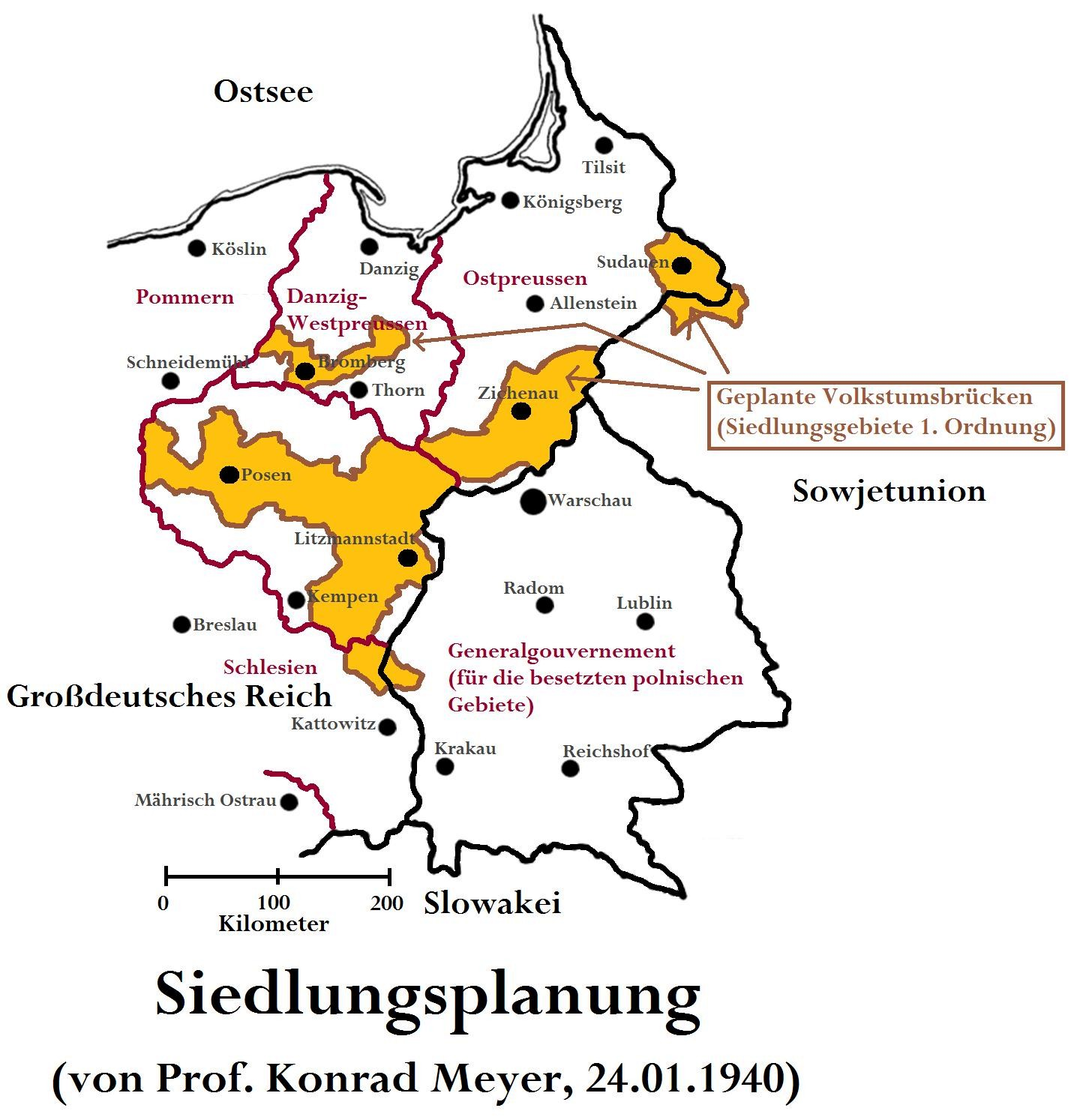
Geplante sogenannte deutsche Volkstumsbrücken (Siedlungsplanung), d. h. vollständig deutsch zu besiedelnde Gebiete

## Präsidenten des Oberlandesgerichts

### Präsidenten des OLG in der Provinz Posen
- 1880–1888: Otto Friedrich Leopold von Kunowski (1824–1907)
- 1888–1895: Karl Maximilian Otto Frantz (* 1895)
- 1895–1895: Gustav Hermann Eichholz (1837–1895)
- 1895–1912: Friedrich Michael Moritz Oskar Gryczewski (1832–1919)
- 1912–1920: Carl Lindenberg (1850–1928)

### Präsidenten des OLG im Reichsgau Wartheland
- 1939–1945: Hellmut Froböß (1884–1956)

## NS-Literatur
- Roland Freisler: Ein Jahr Aufbau der Rechtspflege im Reichsgau Wartheland, DJ, 1940 II, S. 1125.
- Adolf Tautphaeus (1900–), Vizepräsident: Der Richter im Reichsgau Wartheland. In: Deutsches Recht (DR), Ausgabe A (A), Band II 1941, S. 2467; DR 1942 (B), S. 6.
- Helmut Froböß. Präsident: Zwei Jahre Justiz im Warthegau, DR 1941 (A), S. 2465.
- Karl Drendel, GStA Posen: Aus der Praxis der Strafverfolgung im Warthegau, DR 1941 (A), 2471.
- Hans Thiemann (1911–) StA SG Posen: Anwendung und Fortbildung des deutschen Strafrechts in den eingegliederten Ostgebieten, DR 1941 (A), S. 2473.
- Wilhelm Pungs: Die bürgerliche Rechtspflege im Warthegau. Rückblick und Ausblick, DR 1941 (A), 2491.
- Altmann, Leiter der Gaurechtsberatungsstelle Wartheland der DAF: Die Entwicklung des Arbeitsrechts im Reichsgau Wartheland, DR 1941 (A), 2503.